# Lepralia uniturrita
Lepralia uniturrita är en mossdjursart som beskrevs av Livingstone 1926. Lepralia uniturrita ingår i släktet Lepralia, ordningen Cheilostomatida, klassen Gymnolaemata, fylumet mossdjur och riket djur. Inga underarter finns listade i Catalogue of Life.